# رازدلنا، استان وارنا
رازدلنا (به بلغاری: Razdelna) روستایی در بلغارستان است که در استان وارنا واقع شده‌است. رازدلنا ۵۲۴ نفر جمعیت دارد.